# تونو کوردا
تونو کوردا (استونیایی: Tõnu Kõrda؛ زادهٔ ۱۹ سپتامبر ۱۹۵۲) سیاستمدار و نماینده سابق اهل استونی است.